# حادث قطار بيهار
حادثة قطار بيهار Bihar train disaster وقعت في 6 يونيو 1981، حين خرج قطار مسافرين بين مانيسي وساهارسا بالهند، عن القضبان وقت عبوره جسرا على نهر باغماتي وانقلب في النهر. وراح ضحية هذا الحادث حوالي 268. لكن بعض التقديرات رأت عدد الضحايا أكثر من 800.